# 井冈山大桥
井岡山大橋是中華人民共和國江西省吉安市境內一座橫跨贛江的公路橋樑，也是該市第一座橫跨贛江的橋樑。它东接青原区大桥东路，西接吉州区大桥西路。該橋樑全長1090.26米、宽10米。
1969年3月27日，橋樑開工建設，1970年5月1日通車，當年10月全部竣工。橋樑建成時吉安當時为井冈山地区，所以该大桥被命名为“井冈山大桥”。